# Lago di confine
Nei Paesi Bassi, col termine lago di confine (in olandese Randmeer) si intende un lago facente parte di una catena di laghi che dividono il Flevopolder dal Noordoostpolder ed più antichi polder delle province dell'Olanda Settentrionale, Utrecht,  Gheldria e Overijssel e tra il Noordoostpolder e la Gheldria.
Nel senso stretto del termine, questi non sono veri e propri laghi separati l'uno dall'altro ma, piuttosto, un corpo d'acqua unico allungato che cambia nome spostandosi lungo lo stesso. Il limite di ciascun lago può essere un ponte, una chiusa o niente di materiale.
Lo scopo di questi laghi di è di separare la gestione delle acque in polder contigui, prosciugati in tempi diversi. Quando viene prosciugato un nuovo polder, il livello del terreno è al di sotto del livello dei terreni circostanti. Connettendo direttamente due polder, l'acqua defluisce dal più alto e antico al più basso e nuovo, impoverendo e prosciugando i terreni più alti. Questo fenomeno è stato osservato a est tra il Noordoostpolder e Overijssel e Frisia e a ovest tra il polder Wieringermeer e l'Olanda Settentrionale.
In più, l'acqua che defluisce verso il nuovo polder, crea aree umide, specie ai confini del polder. Il drenaggio continuativo delle acque non è una soluzione applicabile dato che, questo, porta ad un sempre più accentuato impoverimento del polder più antico. Creando, invece, un lago di confine, abbastanza largo, tra polder e terreni più alti, il fenomeno non si presenta più. In questo modo la gestione delle acque dei diversi polder è indipendente.

## Laghi di confine del Flevoland
I laghi circostanti il Flevopolder e il Noordoostpolder ospitano in molti casi aree naturali protette e offrono opportunità per la pratica di sport acquatici.
I laghi sono:
- IJmeer
- Gooimeer
- Eemmeer
- Nijkerkernauw
- Nuldernauw
- Wolderwijd
- Veluwemeer
- Drontermeer
- Vossemeer
- Ketelmeer
- Ramsdiep
- Zwarte Meer
- Kadoelermeer
- Vollenhovermeer

Nuldernauw, Wolderwijd, Veluwemeer e Drontermeer formano insieme i Veluwerandmeren. Più a nord, in prossimità del Noordoostpolder, il Vossemeer, Ketelmeer e Zwarte Meer vengono definiti invece Randmeren Noord.